# Hyundai Motor Group

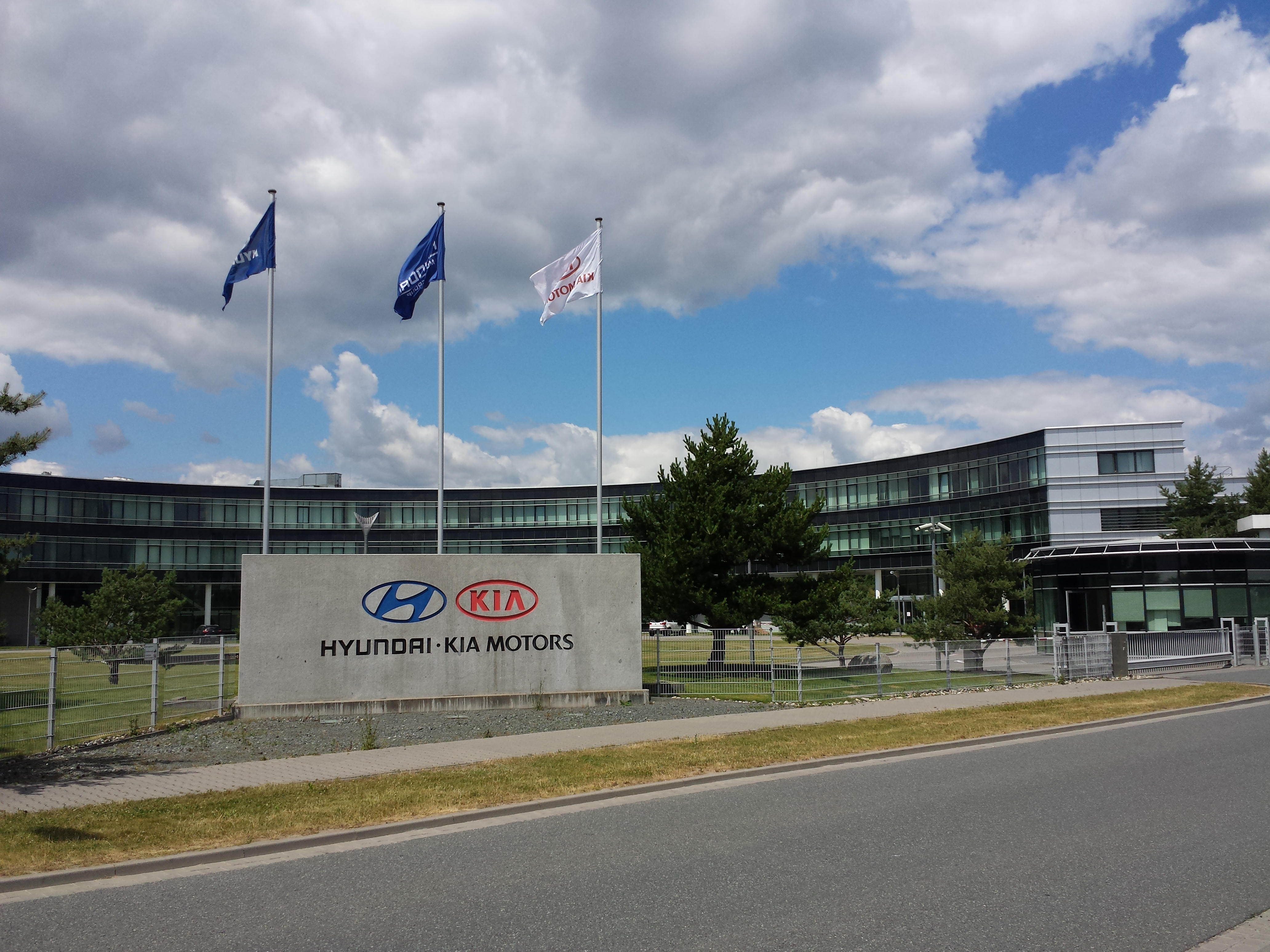
Gemeinsames Entwicklungszentrum der Hyundai Kia Automotive Group im Blauen See in Rüsselsheim am Main

Die Hyundai Motor Group, auch als Hyundai-Kia Motors Corporation (HKMC) firmierend, ist ein südkoreanischer Mischkonzern. Hyundai Motor ist das Flaggschiff der Hyundai-Gruppe und das zweitgrößte Konglomerat Südkoreas nach Samsung. Mit 7,9 Millionen verkaufter Fahrzeuge war Hyundai/Kia 2013 nach Toyota (9,98 Mio.), Volkswagen (9,73 Mio.) und General Motors (9,71 Mio.) der viertgrößte Fahrzeughersteller der Welt. 2022 waren die Verkaufszahlen auf 6.848.198 gefallen, da GM aber noch tiefer sank, erreichte die Hyundai Motor Group den 3. Platz vor Stellantis mit 6.002.900 und GM mit 5.941.737 Einheiten.

## Gesellschaften

### Automobile
- Hyundai Motor Company
- Kia Motors
- Genesis

### Weitere Gesellschaften
- Autoteile: Hyundai Mobis, Hyundai Dymos, Hyundai Powertech, Hyundai Wia, Hyundai Materials
- Stahl: Hyundai Steel, Hyundai BNG Steel
- Schienenfahrzeuge: Hyundai Rotem
- Technische Entwicklung: Hyundai NGV, Boston Dynamics
- Logistik: Hyundai GLOVIS
- Informationstechnologie: Hyundai Autoever
- Banken und Versicherung: Hyundai Capital, Hyundai Card, Hyundai Motor Securites
- Konstruktion: Hyundai Engineering & Construction, Hyundai Engineering

### Sponsoring
- Sports marketing: Kia Tigers Baseball team, Hyundai Mobis Phoebus Basketball Team, Hyundai Capital Handball Team, Hyundai Motors Football Team

## Zeitleiste
[1] 1962: staatliches Schutzgesetz und Förderung des heimischen Automobilbaus. Ausländische Hersteller konnten sich nur in Kooperation mit einem koreanischen Hersteller betätigen.

[2] 1997–1998: Asienkrise